# (496) Gryphia
(496) Gryphia es un asteroide perteneciente al cinturón de asteroides descubierto el 25 de octubre de 1902 por Maximilian Franz Wolf desde el observatorio de Heidelberg-Königstuhl, Alemania.
Está nombrado en honor del escritor alemán Andreas Gryphius (1616-1664).

## Características orbitales
Gryphia forma parte de la familia asteroidal de Flora.